# Кашина Арђиноне (Лоди)
Кашина Арђиноне је насеље у Италији у округу Лоди, региону Ломбардија.
Према процени из 2011. у насељу је живело 34 становника. Насеље се налази на надморској висини од 49 м.